# Don Patinkin
Don Patinkin (Chicago, 8 januari 1922 - Jeruzalem, 7 augustus 1995) was een Israëlisch-Amerikaans monetair econoom. Hij was ook president van de Hebreeuwse Universiteit van Jeruzalem.

## Publicaties
- "Mercantilism and the Readmission of Jews in England", 1946, Jewish Social Studies
- "Multiple-Plant Firms, Cartels and Imperfect Competition", 1947, QJE.
- "Relative Prices, Say's Law, and the Demand for Money", 1948, Econometrica.
- "Price Flexibility and Full Employment", 1948, AER.
- "The Indeterminacy of Absolute Prices in Classical Economic Theory", 1949, Econometrica.
- "Involuntary Unemployment and the Keynesian Supply Function", 1949, The Economic Journal.
- "A Reconsideration of the General Equilibrium Theory of Money", 1950, RES.
- "The Invalidity of Classical Monetary Theory", 1951, Econometrica.
- "Further Considerations of the General Equilibrium Theory of Money", 1951, RES.
- "The Limitations of Samuelson's `Correspondence Principle'", 1952, Metroeconomica.
- "Wicksell's `Cumulative Process'", 1952, The Economic Journal'.
- "Dichotomies of the Pricing Process in Economic Theory", 1954, Economica.
- "Keynesian Economics and the Quantity Theory", 1954, in Kurihara, editor, Post-Keynesian Economics.
- "Monetary and Price Developments in Israel", 1955, Scripta Hierosolymitana.
- "Money, Interest and Prices: An integration of monetary and value theory", 1956.
- "Liquidity Preference and Loanable Funds: Stock and flow analysis", 1958, Economica.
- "Secular Price Movements and Economic Development: Some theoretical aspects", in Bonne, editor, The Challenge of Development.

## Aanvullende artikelen
- R. Dimand (2008), Monetary economics, history of, artikel in de New Palgrave Dictionary of Economics
- N. Liviatan (2006), Don Patinkin's contribution to monetary theory, Israel Economic Review
- D. Rozborilova (2003), Profiles of World Economists: Don Israel Patinkin

## Voetnoten
1. ↑  Nissan Liviatan, 2008. "Patinkin, Don (1922–1995)," The New Palgrave Dictionary of Economics, 2nd Edition. Abstract.
2. ↑  Passell, Peter, Don Patinkin, Israeli Economist and University President, 73 (August 8, 1995). .
3. ↑  Dalyell, Tam, Obituary: Don Patinkin (August 10, 1995). .

- Bibliothèque nationale de France: cb12030127c (data)
- CiNii: DA00569484
- Gemeinsame Normdatei: 118747908
- International Standard Name Identifier: 0000 0001 0931 2340
- Library of Congress Control Number: n80034064
- Mathematics Genealogy Project: 203641
- Bibliotheek van het Japanse parlement: 00452261
- Nationale Bibliotheek van Israël: 987007266468405171
- Nederlandse Thesaurus van Auteursnamen: 069017522
- SNAC: w6zs3n5p
- Système universitaire de documentation: 028472586
- Virtual International Authority File: 108380393
- WorldCat: E39PBJcRbpGbV9McwDBJhjMdcP